# Paraphiloscia armata
Paraphiloscia armata är en kräftdjursart som beskrevs av Albert Vandel1973. Paraphiloscia armata ingår i släktet Paraphiloscia och familjen Philosciidae. Inga underarter finns listade i Catalogue of Life.